# TTNET
Die TTNET Anonim Şirketi (kurz TTNET) mit Sitz in Istanbul sowie einen weiteren Standort in Ankara wurde 2006 von der Türk Telekom gegründet und war somit eine Tochtergesellschaft. Sie begann am 14. Mai 2006 als Internetdienstanbieter und entwickelte sich zum größten türkischen Telekommunikationsunternehmen mit 7 Mio. Kunden. Im Januar 2016 wurde das Unternehmen mit der Türk Telekom zusammengeführt.

## Geschäft
Ihr Kapital betrug nach eigenen Aussagen rund 500 Mio. Türkische Lira. Vorsitzender war Mohammad Hariri als Board of Directors und Abdullah Orkun Kaya als CEO. TTNET vermarktete seine Telekommunikationslösungen landesweit und bot dabei vollständig entbündelte Teilnehmeranschlussleitungen an.
Im Februar 2010 startete TTNET einen Internet-TV Service namens Tivibu. Dieser Service ermöglichte es Benutzern auf Computer und Mobiltelefon verschiedene Fernsehsender zu empfangen und auf eine Bibliothek von Filmen zuzugreifen.
Darüber hinaus bot TTNET als Service seinen Kunden Wifi über eine drahtlose Internet-Verbindung an. Es standen 7500 Servicestellen zur Verfügung. 